# Overthrust Pipeline
Overthrust Pipeline — газопровід на південному заході штату Вайомінг, споруджений в межах розвитку родовищ басейну Грейт-Грін-Рівер.
В 1982 році ввели в дію трубопровід довжиною 88 миль та діаметром 900 мм від газопереробного заводу Whitney Canyon (неподалік від кордону Вайомінгу зі штатом Айдахо) на схід до району Rock Springs. Звідси через систему Wyoming Interstate Company був доступ до розташованих далі на схід газових хабів Wamsutter та Шаєнн. В подальшому трасу Overthrust Pipeline дещо продовжили на схід до згаданого Wamsutter, а також проклали перемички до розташованого північніше хабу Опал. В результаті загальна довжина системи збільшилась до 255 миль, при цьому пропускна здатність перевищила 24 млрд.м3 в річному еквіваленті.
В кінці 2000-х при спорудженні потужної системи Rockies Express, що прямує з району Скелястих гір до Огайо на сході США, для неї зарезервували на довгостроковій основі більшу частину потужності Overthrust Pipeline (понад 15 млрд.м3). Це надало Rockies Express, власний трубопровід якої проходить через хаб Wamsutter, доступ до ресурсу на хабі Опал. До останнього надходить продукція як з місцевих родовищ (Questar Pipeline), так і з Канади (Northwest Pipeline).